# Haageocereus
Haageocereus, rod kaktusa iz Južne Amerike. Postoji 12 priznatih vrsta

## Uzgoj
Gusto zbita stupasta vrsta kaktusa s bodljama od kojih su neke dugačke i obojene. Obično cvate noću, a cvjetovi su bijeli ili ružičasti. Lako se uzgaja, traži običnu mješavinu zemlje i zalijevanje. Zimi dobro uspjeva uz neznatnu toplinu. Inače jednako dobro raste na suncu i u laganoj sjeni.

## Vrste
1. Haageocereus acranthus (Vaupel) Backeb.
2. Haageocereus australis Backeb.
3. Haageocereus bieblii (Diers) Lodé
4. Haageocereus bylesianus (Andrae & Backeb.) Lodé
5. Haageocereus chilensis F. Ritter ex D.R. Hunt
6. Haageocereus decumbens (Vaupel) Backeb.
7. Haageocereus fascicularis (Meyen) F.Ritter
8. Haageocereus pacalaensis Backeb.
9. Haageocereus platinospinus (Werderm. & Backeb.) Backeb.
10. Haageocereus pseudomelanostele (Werderm. & Backeb.) Backeb.
11. Haageocereus tenuis F. Ritter
12. Haageocereus versicolor (Werderm. & Backeb.) Backeb.
13. Haageocereus ×comosus Rauh & Backeb.